# Abbaye de La Vassin
L'ancienne Abbaye de la Vassin, également nommée d'Entraigues, était un monastère de moniales cisterciennes sis dans la commune de Saint-Donat, en Auvergne. Une communauté religieuse fondée au début du XIIe siècle devient cistercienne en 1170. L'abbaye est fermée et les religieuses chassées par le pouvoir révolutionnaire à la Révolution française.

## Situation
L'abbaye de La Vassin est située au sud-ouest de la commune de Saint-Donat, ce qui correspond à l'extrémité sud de l'Artense, dans la vallée de la Tarentaine, à 820 mètres d’altitude, sur une terrasse alluviale juste en aval du confluent avec le ruisseau de Neuffonds (ou « de l'Eau Verte »), et au confluent avec un ruisseau de rive droite sans nom,.
Quoique très isolé par rapport aux établissements humains (l'abbaye est située à plus de dix kilomètres de La Tour d'Auvergne, trente-six d'Ardes et trente-neuf de Mauriac, l'abbaye est placée stratégiquement à peu de distance de la principale route reliant au Moyen Âge Lyon à Bordeaux.

## Historique

### Fondation
L'abbaye est fondée à l'initiative de Bertrand Ier de La Tour ; suivant la tradition, il aurait fait implanter l'établissement à son retour de la deuxième croisade, soit entre 1146 (date de son départ) et 1148 (date de son retour). Une fondation à cette date s'expliquait soit par la possibilité d'y recevoir les filles de croisés, soit par la constitution d'une communauté de moniales susceptible de prier pour le succès et la sauvegarde de son fondateur, soit enfin par la création d'un lieu d'inhumation et de prière pour l'âme de Matheline, l'épouse de Bertrand décédée en 1136. Cependant, les études historiques récentes ont montré que cette dernière, appelée « fondatrice » par les documents médiévaux, a dû connaître l'abbaye de son vivant, ce qui implique une fondation avant 1136. Quoi qu'il en soit des autres motifs, la fonction de nécropole semble avoir été déterminante, ainsi que celle d'un contrôle raffermi de la région.
Dans les deux cas, l'abbaye est fondée loin de tout autre établissement cistercien ; en Auvergne, le plus proche durant la première moitié du XIIe siècle est Bellaigue, distante de cent vingt kilomètres. En Limousin, toutefois, les abbayes de la Valette et de Bonnaigue sont situées à une soixantaine de kilomètres, mais aucune trace d'échanges entre elles et La Vassin n'apparaît dans les archives. Il est hautement improbable qu'une fondation féminine de l'époque ait été laissée sans une certaine proximité géographique ; ainsi, les historiens du XXIe siècle supposent-ils que La Vassin, avant de basculer dans le giron cistercien, est à ses débuts soit d'obédience bénédictine, soit clunisienne ou dépendant de la Chaise-Dieu ; ce n'est alors que vers 1170, à la fondation de Féniers, que l'abbaye aurait rejoint l'ordre cistercien.
Du point de vue de la maison de La Tour d'Auvergne, l'abbaye est placée en un lieu stratégique, au carrefour des axes qu'elle contrôle, aux limites des zones d'influence de Rochefort, Ardes et Mauriac, sur la frontière entre Haute et Basse-Auvergne, et sur un point de franchissement des diverses rivières qui l'arrosent.

### Moyen Âge

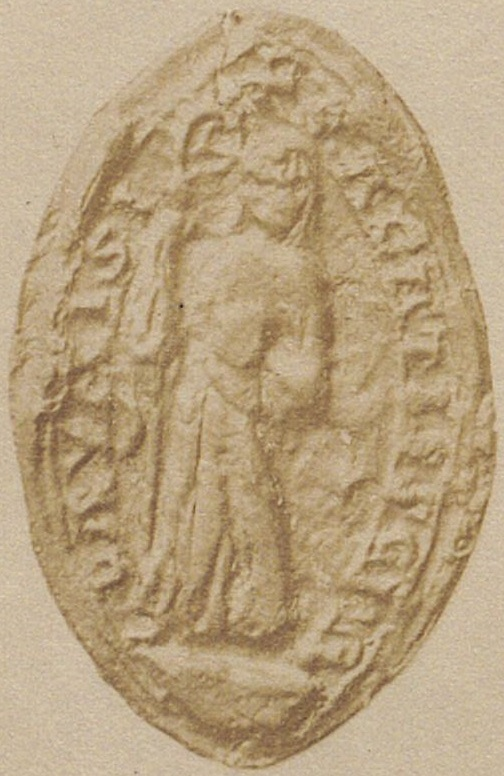
Sceau de l'abbesse, daté de 1302.

La Vassin, à la suite de la sépulture de Matheline, accueille les dépouilles de la maison de La Tour d'Auvergne, jusqu'à la fin du XIIIe siècle ; à cette période, elle reçoit encore les corps de Jeanne (ou Alazie) de Toulouse, femme de Bernard VI, et de Yolande, femme de Bernard VII. Ce dernier fonde à Clermont le couvent des Cordeliers, où lui et ses successeurs choisissent d'être désormais inhumés.
Si la Tarentaine ou le ruisseau de l'Eau Verte, sensiblement plus bas que l'édifice, ne permettent pas une utilisation de la ressource hydraulique, ce n'est pas le cas du ruisseau de rive droite. Sur une dérivation de ce dernier, captée trois cent vingt mètres en amont du monastère, sont implantés trois moulins dont au moins deux sont équipés de roues à aubes. Ces roues actionnent respectivement un moulin à céréales, un moulin à noisettes et une scierie ; en revanche, il ne semble pas que cette dérivation ait été la source d'eau potable du monastère, sans que cette dernière ait pu être identifiée formellement. De même, la constitution d'un probable étang est supposée, eu égard à la nature humide et plane des terrains situés à l'ouest de l'abbaye ; cependant, aucune source ne vient appuyer ni infirmer cette hypothèse.
L'abbaye obtient par mainmorte environ huit cents hectares de forêt situées autour de l'abbaye.

### La commende
En 1516 (année du concordat de Bologne), l'abbaye devient « abbaye royale », ce qui sous-entend qu'elle tombe sous le régime de la commende.
Au XVIIe ou au XVIIIe siècle, confrontées au relâchement des mœurs et de la règle, les sœurs, ou du moins leurs abbesses, choisissent de passer à l'étroite observance, nom que porte alors la réforme promue par l'abbé de Rancé. Madeleine de la Salle, abbesse peu avant la Révolution, en conflit avec le chapelain de la Vassin, en réfère à Cîteaux ; dans l'attente d'un changement, les religieuses font, pour la confession, appel notamment à leurs frères moines de Féniers.

### La Révolution
L'abbaye est abandonnée à la Révolution. Les bâtiments sont en grande partie détruits. Le seul bâtiment subsistant n'est pas d’origine médiévale, mais date cependant de la fin de la période monastique et réemploie certains éléments manifestement claustraux. Le site est actuellement occupé par la société Artense Gentiane.

## Abbesses
- 1192 : Fines
- 1200 : Pétronille
- 1226 : Agnès
- 1302 : Castellone
- 13… : N. de La Tour
- 13… : N. de Trégnolles
- 1350 : Almodie
- 1442 : Annette de Tinières
- 1490 : Jacqueline de La Tour
- 1544 : Antoinette de La Roche-Aymon
- 1560 : Hélène de Chabannes-Curton
- 1580 : Michelle de Chabannes-Curton
- 1611 : Michelle de Mons
- 1645 : Isabeau de Chabannes-Curton
- 1677 : Françoise de Chabannes-Curton
- 1690 : Élisabeth de Chabannes-Curton
- 1730 : Françoise de Chabannes-Curton
- 1742 : Marie de Mascon
- 1766 : Isabeau de La Salle de Rochemaure
- 1789 : Madelaine de La Salle de Rochemaure[10].

## Architecture
L'état actuel de l'abbaye ne conserve que peu de traces du bâti médiéval. Un corps de bâtiment, déjà porté sur le cadastre de 1811 et utilisé au XXIe siècle comme habitation, utilise quelques remplois médiévaux. Le reste de l'édifice est en ruines envahies par la végétation ; sont également visibles un bief et les restes d’un moulin. Les roches employées, taillées en moyen appareil, sont le basalte, ainsi qu’un granite local blanc micacé. La pierre de Volvic est utilisée pour les éléments forts (encadrements de baies, chaînages). Un mortier lie les pierres ; au début du XXIe siècle, il est lessivé par les précipitations et n'assure presque plus la cohésion des murs restants.
Les relevés sur les bâtiments actuels et les ruines visibles montrent que la totalité de l'édifice, basse-cour comprise, devait mesurer environ 55 mètres sur 38. Quelques bâtiments un peu à part subsistent, probablement à usage de stockage.